# Schlacht von Sandepu
Port Arthur (Seeschlacht) – Tschemulpo – Yalu – Nanshan – Te-li-ssu – Hitachi-Maru-Vorfall – Motien-Pass – Tashihchiao – Hsimucheng – Port Arthur (Belagerung) – Gelbes Meer – Ulsan – Korsakow – Liaoyang – Shaho – Sandepu – Mukden – Tsushima – Sachalin
Die Schlacht von Sandepu (jap. 黒溝台会戦, Kokkōdai kaisen, auch Schlacht von Kokkōdai genannt) wurde vom 12. Januarjul. / 25. Januargreg. bis zum 16. Januarjul. / 29. Januar 1905greg. zwischen der Kaiserlich Japanischen Armee und der Kaiserlich Russischen Armee ausgetragen und war eine Landschlacht innerhalb des Russisch-Japanischen Krieges. Die Schlacht fand zwischen einigen Dörfern zirka 58 km südwestlich von Mukden in der Mandschurei statt.

## Vorgeschichte
Nach der Schlacht am Shaho standen sich die russischen und japanischen Streitkräfte südlich von Mukden gegenüber, bis der kalte mandschurische Winter einbrach. Die Russen hatten sich bei Mukden eingegraben, während die Japaner einen 160 km langen Frontabschnitt mit der japanischen 1., 2. und 4. Armee sowie dem Unabhängigen Akiyama-Kavallerie-Regiment hielten. Die japanischen Kommandeure gingen davon aus, dass unter den winterlichen Bedingungen keine größeren Kämpfe möglich seien und nahmen an, dass ihre russischen Kollegen dieselbe Ansicht vertraten.
Unterdessen erhielt General Kuropatkin Verstärkung über die Transsibirische Eisenbahn, war aber besorgt über die herannahende, aus kampferprobten Veteranen bestehende, japanische 3. Armee unter General Nogi Maresuke, die durch den Fall von Port Arthur am 2. Januar 1905 freigeworden war.
In Kuropatkins Generalstab befand sich General Nikolai Linewitsch, der aus Wladiwostok gesandt worden war, um die 1. Mandschurische Armee und damit Kuropatkins linke Flanke zu übernehmen. Die Mitte wurde von General Alexander von Kaulbars’ 3. Mandschurische Armee gehalten. Die rechte Flanke wurde von dem unerfahrenen, soeben frisch eingetroffenen, General Oskar Grippenberg befehligt, dem die 2. Mandschurische Armee unterstand. Diese Armee bestand aus dem VIII. Europäischen Armeekorps, einer Division der 10. Brigade, der 61. Reservedivision, der 5. Schützen-Brigade und dem 1. Sibirischen Armeekorps unter General Baron Georgi Stackelberg. Dazu kamen noch starke Kavallerieverbände, die die 2. Mandschurische Armee auf eine Stärke von zirka 285.000 Mann mit 350 Geschützen brachte.
Grippenberg war anfangs skeptisch gegenüber dem Plan Kuropatkins, den japanischen linken Flügel anzugreifen, der sich in einer exponierten nördlichen Position gefährlich nahe dem russischen Territorium in der Nähe des Ortes Heikoutai befand. Er stimmte dem Plan unter der Bedingung zu, dass alle drei russischen Armeen sich einem koordinierten Angriff anschließen sollten. Details des Planes sickerten nach St. Petersburg über einen Kriegskorrespondenten der L’Écho de Paris durch, der Grippenberg als den Urheber des Planes darstellte. Der Zeitungsartikel, sowie die starken Truppenverschiebungen Grippenbergs zwischen dem 14. und 16. Januar, warnten die Japaner vor einer bevorstehenden Offensive.

## Der Mischtschenko-Überfall
Kuropatkins erster Zug war, General Pawel Mischtschenko mit 6000 Kavalleristen und sechs Batterien bespannter Artillerie nach Süden zu schicken. Ihr Ziel war es, die Bahnstation Niuzhuang der Südmandschurischen Eisenbahn zu zerstören. Die Russen wussten, dass an der Bahnstation große Mengen an Waffen und Verpflegung gelagert waren. Ebenso beinhaltete Mischtschenkos Auftrag, Eisenbahnbrücken und Teile der Eisenbahnstrecke zu zerstören. Am 8. Januar startete Mischtschenko sein Unternehmen, kam jedoch wegen schwieriger Wetterverhältnisse, ungenügend Pferdefutter und ausbleibender Versorgung auf dem Marsch nur langsam voran. Als Mischtschenko am 12. Januar die Bahnstation erreichte, war sie inzwischen von den Japanern erheblich verstärkt worden. Nach drei vergeblichen Versuchen, die Bahnstation einzunehmen, war Mischtschenko gezwungen, sich zurückzuziehen. Er kehrte ergebnislos am 18. Januar in Mukden ein. Die Schäden, die seine Truppen an den Bahngleisen verursacht hatten, wurden von den Japanern schnell behoben.

## Die Schlacht
Am 19. Januar befahl Kuropatkin der 2. Mandschurischen Armee ein groß angelegtes Flankenmanöver, um General Okus 2. Armee zu umgehen, bevor Nogis 3. Armee zu Hilfe kommen konnte. Jedoch erhielt Grippenberg nicht die Erlaubnis, seine gesamten Streitkräfte einzusetzen – Kuropatkin begrenzte das Aufgebot auf drei Divisionen und das I. Ostsibirische Armeekorps einschließlich Kavallerie. Die Japaner vermuteten eine bevorstehende Offensive und ihr Oberbefehlshaber Ōyama ließ seine linke Flanke verstärken. Später warf Kuropatkin Grippenberg vor, durch unvorsichtige Aktionen die Japaner vom bevorstehenden russischen Angriff gewarnt zu haben.
Am 25. Januar begann die Schlacht mit dem Angriff des I. Sibirischen Schützenkorps, die das Dorf Heikoutai angriffen und nach schweren Verlusten einnahmen. Die russische 14. Division, die beauftragt worden war, das befestigte Dorf Sandepu anzugreifen, scheiterte in einer koordinierten Aktion mit dem I. Sibirischen Schützenkorps, da sie erst am nächsten Tag, dem 26. Januar angriffen. Behindert durch den Mangel an Kartenmaterial, Aufklärung und durch schlechtes Wetter griffen sie sogar das falsche Dorf, Paotaitzu, an. Dort kamen sie unter schweres japanisches Artilleriefeuer und sahen sich einem Gegenangriff der japanischen 5. Division aus Richtung Sandepu ausgesetzt. Anstatt ihnen zu Hilfe zu kommen, schickte Grippenberg eine Falschmeldung an Kuropatkin ab, die besagte, dass Sandepu eingenommen worden sei. Anschließend gönnte Grippenberg seinen Männern am 27. Januar einen Ruhetag. Das Stackelbergs Truppen zugewiesene Ziel war nach wie vor in japanischer Hand und trotz des bestehenden Ruhebefehls, griff dieser an. 6000 russische Soldaten fielen oder wurden verwundet und Stackelberg musste sich unverrichteter Dinge zurückziehen.
Am Morgen des 28. Januars stellte Grippenberg fest, dass er von Kaulbars’ Truppen durch das japanisch besetzte Sandepu getrennt war. Eine Vereinigung der Truppen war somit vorerst nicht möglich. Grippenberg wollte den Angriff dennoch fortsetzen, da nach wie vor das Truppenverhältnis zugunsten der Russen sprach: Sie hatten sieben Divisionen zur Verfügung, die fünf japanischen Divisionen gegenüberstanden. Seine Absichten wurden nicht von Kuropatkin geteilt, der wie gewöhnlich vorsichtig und zögerlich agierte und ihm befahl, sich zurückzuziehen. Erneut ignorierte Stackelberg den Befehl und nahm, mit Hilfe von Mischtschenkos Kavallerie, einen Teil des Dorfes von Sandepu ein. Gleichzeitig sicherte mit Grippenbergs Zustimmung das russische X. Armeekorps unter dem Befehl von General Konstantin Tserpitsky Positionen hinter dem Dorf Sepandu. Trotz der günstigen Situation enthob Kuropatkin Stackelberg seines Kommandos wegen Befehlsverweigerung – und befahl Grippenberg erneut, sich zurückzuziehen. Die mit hoher Moral vorrückenden russischen Soldaten, die zum ersten Mal während dieses Krieges auf dem Vormarsch waren, verstanden die Welt nicht mehr, als der Rückzug eingeleitet wurde.
Ōyama befahl daraufhin am 29. Januar eine massive Gegenoffensive, durch die erfolgreich das Dorf Heikoutai bis zum Mittag eingenommen wurde.
Direkt im Anschluss an die Schlacht trat Grippenberg von seinem Kommando zurück und gab dafür gesundheitliche Gründe an. Auf seinem Rückweg nach St. Petersburg stoppte er in Harbin, wo er sich verbittert über Kuropatkin äußerste und ihn in den Zeitungen für die Niederlage verantwortlich machte. Er nannte Kuropatkin einen Verräter und behauptete, dass dieser während der Schlacht entscheidende Verstärkungen zurückgehalten hatte, da er aus Neid nicht seinen eigenen Ruhm gefährden wollte. Nachdem Grippenberg in St. Petersburg angekommen war, fuhr er mit seiner negativen Berichterstattung über Kuropatkin fort.

## Verluste
Die Russen verloren nach neueren sowjetischen Quellen in dieser Schlacht 1781 Mann an Gefallenen, 9395 Verwundete und 1065 Vermisste, obwohl die Gesamtverluste auch bis zu 20.000 Mann gezählt haben können. Die japanischen Verluste beliefen sich auf 9000 Gefallene, Verwundete oder Gefangene.

## Folgen
Die Schlacht endete in einem taktischen Unentschieden und keine der Parteien reklamierte den Sieg für sich. Im russischen Heimatland nutzten die Marxisten die kontrovers geführte Debatte zwischen Grippenberg und Kuropatkin, um Stimmung gegen die Regierung zu machen.

## Filmische Umsetzung
Die Schlacht wurde 2011 in Episode 12 der japanischen Fernsehserie Saka no Ue no Kumo thematisiert.